# Cicli e tricicli
Cicli e tricicli è il quattordicesimo album di Ivan Graziani pubblicato nel 1991.

## Tracce
1. Emily – 4:21
2. Io mi annoio – 4:16
3. Soltanto fumo – 5:09
4. Un'ora – 4:34
5. Bambino antico – 3:45
6. Kryptonite – 3:22
7. Solo arte – 4:02
8. Boccacciana – 3:28
9. L'ippocampo – 3:56

## Formazione
- Ivan Graziani – voce, chitarra
- Raffaele Mirabella – programmazione
- Franco Cristaldi – basso
- Claudio Fabi – tastiera, pianoforte
- Walter Calloni – batteria
- Amedeo Bianchi – sax